# 八坂川

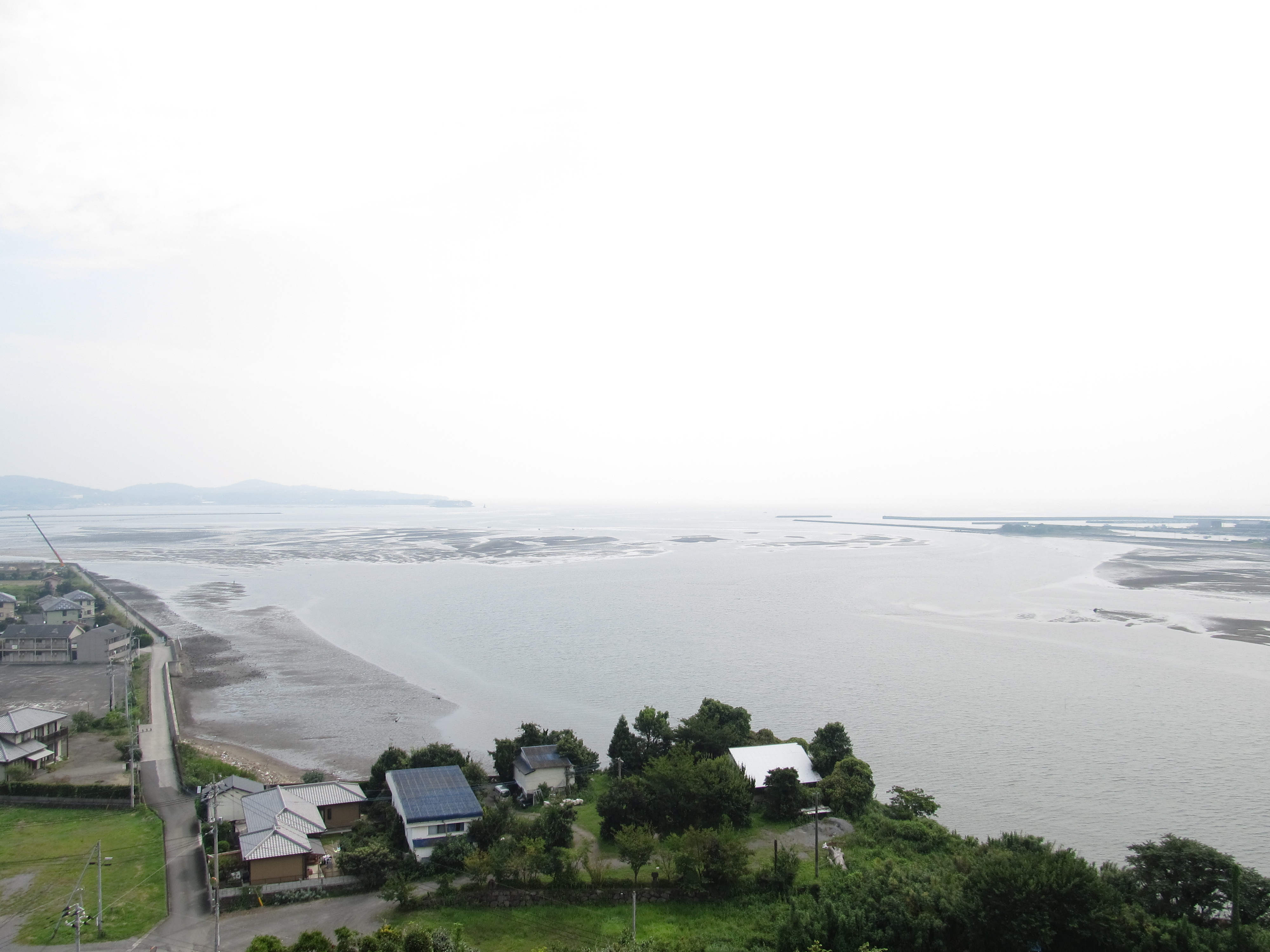
八坂川が注ぐ守江湾

八坂川（やさかがわ）は、大分県杵築市を流れ、伊予灘の守江湾に注ぐ二級水系の本流。

## 地理
大分県北西部の国東半島南部に位置し、杵築市と速見郡日出町、宇佐市の境界付近にある鹿鳴越（かなごえ）連山の鳥屋岳に源を発する。豊の国名水15選に選ばれ、名水として知られる杵築市の水の口湧水（水の口源流）も、その源流のひとつである。
中下流域には平地が開け、農地となっている。下流部には、河口近くにある杵築城を中心として、左岸（北岸）の丘陵に城下町が発達し、現在の杵築市街地となっている。近年では河口側の幹線沿いに商業施設が進出している。杵築市の中心地をすぎると、八坂川は伊予灘の守江湾に注ぐ。
八坂川の河口に広がる守江湾一帯は、干潮時には東西1.5km、南北2kmにわたる干潟となっており、河口から干潟にかけてカブトガニ、アオギスといった希少種が生息している。また、シギ・チドリ類などの渡り鳥も豊富である。このため、守江湾及び八坂川の河口部は「守江湾（八坂川河口）」として日本の重要湿地500に選定されている。

## 架橋

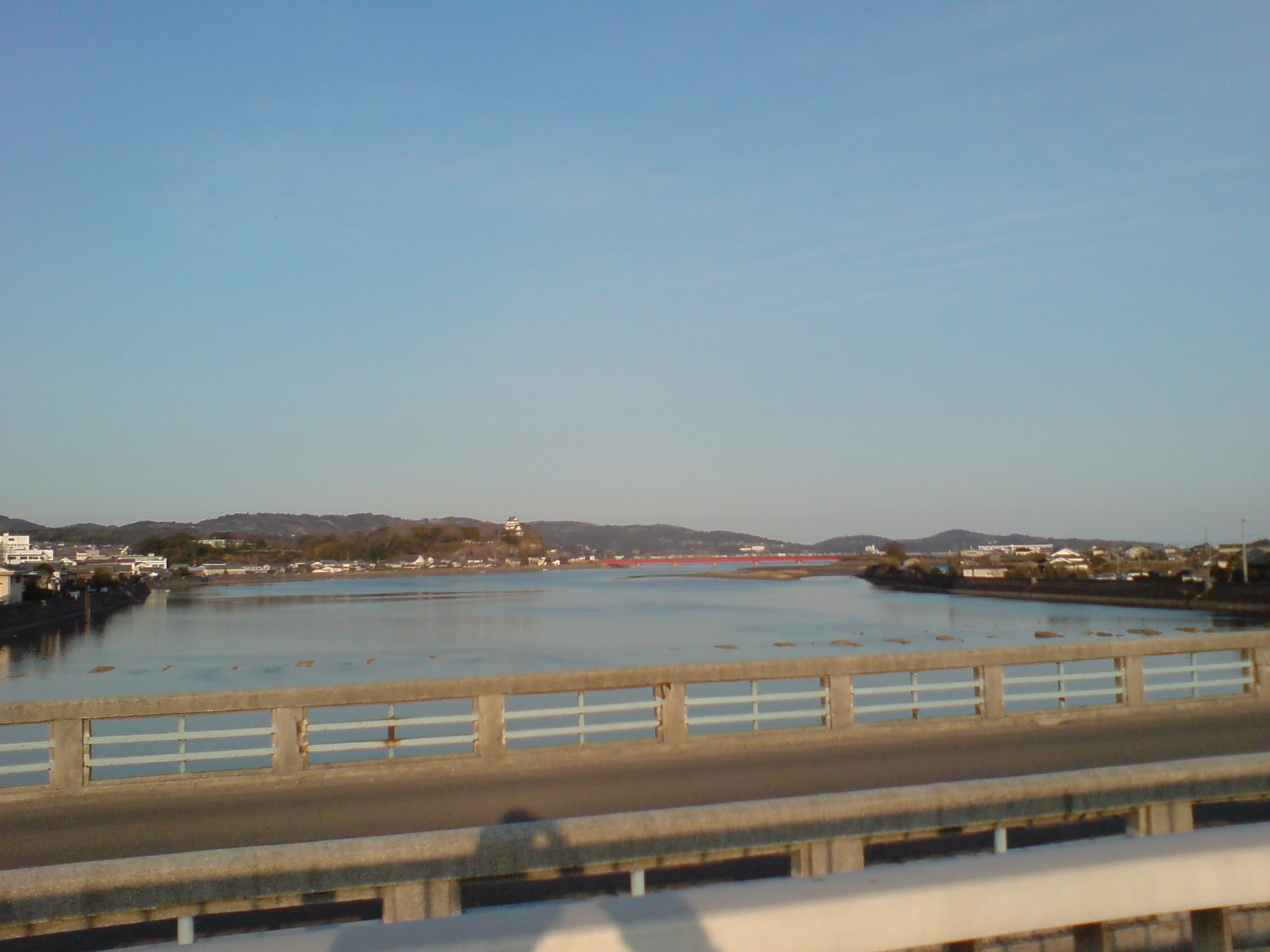
錦江橋から見た八坂川河口と杵築城跡

江戸時代には八坂川渡河は船によって行われていた。
江戸末期から長昌寺13世住職の求道庵長誉によって架橋計画が進められていたが、藩の許可、資金調達、架橋技術などの問題があり、十数年がかりで橋は錦江橋として1877年に竣工した。
四万十川のもののように広く知られてはいないが、八坂川にはいくつかの沈み橋が存在する。永世橋は、1876年（明治9年）に架けられた日本最古の沈み橋であったが、台風21号による増水のために2004年（平成16年）9月29日に流失した。現在は、1912年（明治45年）に架けられた龍頭橋が日本最古の沈み橋とされている。

## 主な支流
- 立石川
- 松尾川
- 久木尾野川

## 並行する交通

### 鉄道
- 九州旅客鉄道（JR九州）日豊本線

### 道路
- 国道10号
- 大分県道644号藤原杵築線

## 流域の観光地
- 杵築城
- 水の口湧水
- 羽門の滝 - 松尾川上流